# Krigerne fra Nord
Krigerne fra Nord er en dansk dokumentarfilm fra 2014, der er instrueret af Søren Steen Jespersen og Nasib Farah.

## Handling
I december 2009 går en selvmordsbomber ind til en translokation for 35 nyuddannede læger i Mogadishu og sprænger sig selv og 19 af de tilstedeværende i luften. Selvmordsbombere er hverdagskost i Somalia, men det særlige ved denne unge mand var, at han var dansker og fra Rødovre. Sagen får stort set ingen opmærksomhed i den danske presse - heller ikke selvom den somaliske præsident raser mod de 'udenlandske krigere', som tager til Somalia for at slå ihjel. For danske Abdi Rahman er ikke den eneste, der har ladet sig rekruttere til den somaliske terrorbevægelse Al-Shabaab. Han er blot en ud af 35-40 unge dansk-somalier, som PET mener er havnet i kløerne på Al-Shabaab.